# Partito Libertà e Accordo
Il Partito Libertà e Accordo (turco: Hürriyet ve İtilâf Fırkası), precedentemente noto anche come Unione Liberale o Intesa Liberale, era un partito politico ottomano liberale attivo tra il 1911 e il 1913, durante la seconda era costituzionale. Come Unione Liberale o Intesa Liberale, era il secondo più grande partito nel parlamento ottomano del 1911. Era riuscito a organizzarsi nella maggior parte delle province dell'Impero ottomano. Il programma politico del partito sosteneva l'ottomanismo, il decentramento del governo e i diritti delle minoranze etniche.
Il Partito Libertà e Accordo vero e proprio fu fondato il 21 novembre 1911 da quei Giovani Turchi in opposizione al Comitato di Unione e Progresso, e attirò immediatamente 70 deputati nelle sue file. Molti membri provenivano dall' ex Partito Liberale ottomano, sciolto nel 1910. Solo 20 giorni dopo la sua formazione, il Partito Libertà e Accordo vinse le elezioni suppletive condotte a Istanbul con un voto. Fu il principale sfidante del Comitato Unione e Progresso durante le elezioni del 1912, che il Comitato truccò a suo favore, assegnando a Libertà e Accordo solo 6 seggi su 275 totali. Membri degni di nota includevano il principe Sabahaddin, Kâmil Pascià, Rıza Tevfik Bölükbaşı, Ali Kemal, Refik Halit Karay, Rıza Nur, Mehmed Hâdî Pascià, Damat Ferid Pascià, Mehmed Rauf Pascià, Mizancı Murat, Gümülcineli İsmail e Lütfi Fikri Bey.
Gli albanesi dell'Impero Ottomano svolsero un ruolo di primo piano nel partito, come Basri Bey Dukagjini di Debre (moderna Debar), Hasan Prishtina e Midhat Frashëri (il figlio di Abdyl Frashëri, che servì come vice rappresentante del Vilayet di Giannina nel Parlamento Ottomano) che furono tra i suoi undici fondatori.
Il partito fu soppresso dopo il Raid alla Sublime Porta del gennaio 1913, in cui la direzione del Comitato di Unione e Progresso, i Tre Pascià, prese de facto il controllo dell'Impero. Fu rifondato all'indomani della prima guerra mondiale. Nell'impero ottomano successivo alla fine della grande guerra, il partito divenne noto per i suoi tentativi di sopprimere e perseguire il Comitato di Unione e Progresso.